# Heinz Wirthensohn
Heinz Wirthensohn (* 4. Mai 1951 in Basel) ist ein Schweizer Schachspieler. Er ist dreifacher Schweizer Einzelmeister und war von 1986 bis 2003 Redakteur bei der Schachzeitschrift Die Schachwoche.

## Leben
Wirthensohns Schachkarriere begann 1971 mit dem Gewinn des B-Turniers der Schweizerischen Einzelmeisterschaften in Winterthur, er entwickelte sich von da an kontinuierlich zu einem der besten Schweizer Spieler. Im darauffolgenden Jahr kam er zum ersten Mal bei einer Schacholympiade zum Zuge: In Skopje wurde er hinter dem damals amtierenden Schweizer Meister Heinz Schaufelberger (Brett 4) am ersten Ersatzbrett eingesetzt. Nachdem sich Wirthensohn  beim Zonenturnier 1975 in Wraza (Bulgarien), 1976 in Biel sowie bei der Schacholympiade in Haifa Normen für den Titel des Internationalen Meisters (IM) erspielte, wurde er von der FIDE zum IM ernannt. 
1979 errang Heinz Wirthensohn seinen ersten nationalen Meistertitel, im Grossmeister-Turnier in Biel belegte er hinter Viktor Kortschnoi den zweiten Rang und wurde somit als bester Eidgenosse Schweizer Einzelmeister. Zwei Jahre später wiederholte er diesen Erfolg, wiederum in Biel wurde er diesmal Vierter und gewann den Titel mit 4 Punkten Vorsprung auf den nächstfolgenden Schweizer Spieler. Seinen bislang letzten Meistertitel holte er 1992 in Leukerbad. 
Heinz Wirthensohn arbeitet auch als Schachjournalist, neben der Betreuung der Schachspalte in der Basler Zeitung stieg er 1986 als Nachfolger von Alex Crisovan bei der Schachwoche ein und war bis zu deren Einstellung (2003) als Redakteur tätig.
In den 1980er Jahren war Wirthensohn hinter dem zweimaligen Vize-Weltmeister Viktor Kortschnoi die Nummer 2 der nationalen Rangliste.

## Nationalmannschaft
Mit der Schweizer Nationalmannschaft nahm Wirthensohn an den Schacholympiaden 1972, 1974, 1976, 1978, 1980, 1982, 1986, 1988, 1990 und 1996, der Mannschaftsweltmeisterschaft 1985 sowie den Mannschaftseuropameisterschaften 1973 und 1989 teil. Bei der Mannschafts-EM 1973 in Bath erreichte er das zweitbeste Ergebnis am siebten Brett.

## Vereine
In der Schweizer Nationalliga A spielte Wirthensohn früher für die Allschwil SG, mit der er zweimal am European Club Cup teilnahm, von 1999 bis 2012 für die Schachfreunde Reichenstein, mit denen er 2006 Schweizer Mannschaftsmeister wurde. In der Schweizer Bundesliga spielte er bis 2003 für den SK Aarau, von 2004 bis zur Saison 2008/09 für den SC Niederrohrdorf, in der Saison 2010/11 für Basel BVB, von der Saison 2011/12 bis zur Saison 2013/14 für den SC Lyss-Seeland, seit der Saison 2017/18 spielt er für die SG Riehen.
In Deutschland spielt er seit Jahren für die SGEM Waldshut-Tiengen in der Oberliga und Verbandsliga Baden.